# 约瑟斯密文献
約瑟斯密文獻集（The Joseph Smith Papers）是一個計畫的名稱。此計畫是在研究，收集，並出版與耶穌基督後期聖徒教會創始人和先知約瑟‧斯密，以及一般與後期聖徒運動有關的原始歷史文件。
本計畫主要是供歷史學家和學術界研究之用，但一般大眾也將可以很容易的取得。本計畫是摩爾門教的各分支教會和重要文件的私人收藏者共同努力的成果。到目前為止，還沒有一套有關約瑟‧斯密第一手文獻的完整目錄或版本; 本計劃的目的就是想補救這種情況。

## 歷史
此計畫的研究和收集啟源於2001年的楊百翰大學（ BYU ）。 由後期聖徒歷史學家迪恩‧傑西主領。當時被稱為約瑟‧斯密的文獻。這計畫經過改名並因賴瑞‧米勒先生增加經費援助而迅速擴大。 至 2008年初，教會已有25至30位歷史學家對此計畫投入全職的努力。
2008年2月，後期聖徒教會宣布，成立(教會史記員出版公司)-這家新的出版公司將出版有關其教會之起源及成長的著作，也包括約瑟‧斯密文獻集。 
此計畫現任的總編輯是前BYU教授羅恩‧愛茲琵林 。

## 展望
約瑟‧斯密文獻集的第一冊預計將於2008年秋天出版。名為--日記，第一卷：1832年至1839年，可通過該計畫的官方網站www.JosephSmithPapers.org預購。在未來10至12年內，將有25至30冊出版，合為一套完整的系列叢書。